# 书院街道 (曲阜市)
书院街道是中华人民共和国山东省曲阜市下辖的一个街道，在鲁城街道以北、以东。原称书院乡，面积11.3平方公里，总人口5.2万。
书院街道旧县社区辖境内有少昊陵（山东省文物保护单位）、寿丘。曲阜火葬场也位于书院街道。

## 行政区划
书院街道目前下辖以下地区：
旧县一街社区、旧县二街社区、旧县三街社区、旧县四街社区、南张羊社区、丰家村社区、北张羊社区、东林西社区、荀家村社区、书院社区、宫村社区、方村社区、高村社区、西林西社区、徐村社区、庞村、油坊村、东泗滨村、西泗滨村、汉下村、东野村、夏村、张王村、毕村、王家庄村、寻村、邱官庄村、前瓦村、后瓦村、东瓦村、张村和韩家铺村。

## 人口
2010年中国第六次人口普查时，书院街道共有人口33885人。共有家庭9220户，平均每户3.65人。14岁以下的少年儿童共5315人，占总人口15.68%；15-64岁人口共25358人，占总人口74.83%；65岁及以上的老年人共3212人，占总人口的9.479%。男性共计16747人，占总人口49.42%；女性共计17138人，占总人口50.57%。本地居住的人口中，拥有本地户籍的人口为32976人，占97.31%。

## 交通
104国道、327国道经过境内。